# Dolden-Kurzrüsseldickkopffliege
Die Dolden-Kurzrüsseldickkopffliege (Abrachyglossum capitatum) ist eine Art aus der Familie der Blasenkopffliegen (Conopidae).

## Merkmale
Die Fliegen erreichen eine Körperlänge von 8 bis 13 Millimetern. Ihr Saugrüssel ist fast so lang wie ihr Kopf und ist schwarzbraun glänzend. Die Fühler sind schwarz, das dritte Glied ist oberseits kurz schwarzbraun behaart. Die Stirn und der Scheitel sind braungelb, die Unterseite der Stirn ist schwarz. Das Gesicht ist an der Unterseite goldgelb schillernd. Der Hinterleib ist schwarz und trägt am zweiten und dritten Segment eine goldgelbe Binde, das vierte und fünfte Segment sind nur goldgelb bestäubt. Das Schildchen (Scutellum) ist an der Spitze gelbbraun, ansonsten schwarz. Die Flügel sind am Vorderrand leicht bräunlich getönt. Die Beine sind bis auf die schwarzen Hüften gelb gefärbt und kurz schwarz behaart. Die Weibchen haben am zweiten bis fünften Hinterleibssegment einen schimmernden Glanz. Ihre Theka ist groß und glänzend schwarz gefärbt. Die Art kann mit mehreren Leopoldius-Arten, insbesondere mit Leopoldius calceatus verwechselt werden. Diese haben jedoch großteils schwarz gefärbte Beine, ihr drittes Fühlerglied ist unbehaart und der Flügelvorderrand ist kräftig braun gefärbt.

## Vorkommen und Lebensweise
Die Tiere sind in Europa verbreitet. Sie sind in Mitteleuropa im Süden lokal nicht selten, kommen aber meist nur in geringer Zahl in der Nähe von Wäldern und auf Wiesen und Wegrändern vor. Man findet sie von Juli bis September an Doldenblütlern, insbesondere an Bärenklau (Heracleum). 